# Nicușor Bancu
Nicușor Silviu Bancu est un footballeur international roumain né le 18 septembre 1992 à Crâmpoia. Il évolue au poste de défenseur à l'Universitatea Craiova.

## Biographie

### Carrière en club

#### Universitatea Craiova
Bancu fait ses débuts en Liga I le 25 juillet 2014, lors d'un match nul 1 à 1 à domicile contre le Pandurii Târgu Jiu.
Il marque son premier but pour le "U" Craiova le 9 septembre de la même année, lors d'une défaite 2–0 contre l'Universitatea Cluj. Il devient capitaine de son équipe après le départ d'Alexandru Mitriță en MLS en février 2019.
En 2019, il est annoncé que la Lazio de Rome courtise le joueur.

### En sélection nationale
Bancu reçoit sa première sélection en équipe de Roumanie le 8 octobre 2017, contre le Danemark. Ce match nul (1-1) rentre dans le cadre des éliminatoires du mondial 2018.
Il dispute ensuite quatre rencontres lors de la Ligue des nations de l'UEFA 2018-2019.
Il est retenu dans la liste des 26 joueurs roumains du sélectionneur Edward Iordănescu pour participer à l'Euro 2024.

## Palmarès
- Vainqueur de la Coupe de Roumanie en 2018 et 2021 avec le Universitatea Craiova
- Finaliste de la Supercoupe de Roumanie en 2018 avec le Universitatea Craiova